# André L'Hénoret
Pour les articles homonymes, voir L'Hénoret.
André L'Hénoret, né le 17 avril 1935 à Paris et mort le 21 avril 2018 à Plestin-les-Grèves (Côtes-d'Armor) est un prêtre ouvrier français,.

## Biographie
Ordonné prêtre en 1963, et Aumônier de la Jeunesse ouvrière chrétienne, il participe activement à mai 68. Membre du syndicat sacerdotal « Échanges et Dialogue », il réclame aux évêques le droit pour les prêtres de travailler et de se marier. En 1970, il part au Japon, à la demande de l'évêque de Yokohama. Il y vit vingt ans et devient un des meilleurs connaisseurs du Japon. Proche du monde ouvrier et du syndicalisme japonais, il réussit à implanter une section syndicale dans l'entreprise où il travaille .

## Publications
- Toyota, l'usine du désespoir, de Satoshi Kamata (auteur) et André L'Hénoret (traducteur), Démopolis, 2008 (1re édition : sous le pseudonyme de Jean-Louis Folgoët, Éditions ouvrières, 1976).
- Le Clou qui dépasse. récit du Japon d'en bas, La Découverte, 1993.